# Бьенвилл (приход)
Бье́нвилл (англ. Bienville Parish, фр. Paroisse de Bienville, Бьенви́ль) — приход штата Луизиана, США. Официально образован в 1848 году. По состоянию на 2010 год, численность населения составляла 14 353 человека. Назван в честь Жан-Батиста Ле-Муана де Бьенвиля.

## География
По данным Бюро переписи США, общая площадь прихода равняется 2 128,982 км2, из которых 2 100,492 км2 — суша, и 28,490 км2, или 1,300 %, — это водоемы.

## Население
По данным переписи населения 2000 года на территории прихода проживает 15 752 жителя в составе 6 108 домашних хозяйств и 4214 семей. Плотность населения составляет 8,00 человек на км2. На территории прихода насчитывается 7 830 жилых строений, при плотности застройки около 4,00-х строений на км2. Расовый состав населения: белые — 54,92 %, афроамериканцы — 43,78 %, коренные американцы (индейцы) — 0,27 %, азиаты — 0,15 %, гавайцы — 0,00 %, представители других рас — 0,32 %, представители двух или более рас — 0,55 %. Испаноязычные составляли 0,95 % населения независимо от расы.
В составе 31,00 % из общего числа домашних хозяйств проживают дети в возрасте до 18 лет, 46,70 % домашних хозяйств представляют собой супружеские пары, проживающие вместе, 17,70 % домашних хозяйств представляют собой одиноких женщин без супруга, 31,00 % домашних хозяйств не имеют отношения к семьям, 28,80 % домашних хозяйств состоят из одного человека, 14,10 % домашних хозяйств состоят из престарелых (65 лет и старше), проживающих в одиночестве. Средний размер домашнего хозяйства составляет 2,52 человека, и средний размер семьи 3,09 человека.
Возрастной состав прихода: 27,30 % моложе 18 лет, 8,00 % от 18 до 24, 24,60 % от 25 до 44, 22,50 % от 45 до 64 и 22,50 % от 65 и старше. Средний возраст жителя прихода 38 лет. На каждые 100 женщин приходится 91,20 мужчин. На каждые 100 женщин старше 18 лет приходится 85,80 мужчин.
Средний доход на домохозяйство прихода составлял 23 663 USD, на семью — 30 241 USD. Среднестатистический заработок мужчины был 28 022 USD против 18 682 USD для женщины. Доход на душу населения составлял 12 471 USD. Около 21,80 % семей и 26,10 % общего населения находились ниже черты бедности, в том числе — 34,00 % молодежи (тех, кому ещё не исполнилось 18 лет) и 23,20 % тех, кому было уже больше 65 лет.